# Phaonia pardiungula
Phaonia pardiungula este o specie de muște din genul Phaonia, familia Muscidae, descrisă de Xue și Li în anul 2001. Conform Catalogue of Life specia Phaonia pardiungula nu are subspecii cunoscute.